# Linum pallasianum
Linum pallasianum är en linväxtart. Linum pallasianum ingår i släktet linsläktet, och familjen linväxter.

## Underarter
Arten delas in i följande underarter:
- L. p. borzeanum
- L. p. pallasianum